# Список битв та військових операцій Першої світової війни

## 1914

### Західний фронт
- Великий відступ (1914)
- Іпрська битва (1914), або Перша іпрська битва
- Штурм Льєжа
- Битва на Марні (1914)
- Прикордонна битва (1914)
- Сутичка в Жоншере
- Битва при Монсі
- Битва при Ле-Като
- Битва біля Сен-Кантена (1914), також відома як Битва при Гізі
- Перша битва на Марні
- Перша битва на Ені
- Облога Антверпена (1914)
- Перша битва при Альбері
- Перша битва при Аррасі
- Битва при Мессені (1914)
- Битва на Ізері
- Битва при Армантьєрі
- Перша битва в Шампані

### Східний фронт
- Східно-Прусська кампанія (перемога Німеччини)
  - Битва при Сталлюпенені (перемога росіян)
  - Битва під Орлау (перемога росіян) [1]
  - Каушенська битва (перемога росіян) [1] [2]
  - Битва під Гросс-Брезау (перемога росіян) [1]
  - Битва при Гумбіннені (перемога росіян)
  - Битва під Танненбергом (перемога Німеччини)
- Галицька битва (вирішальна перемога росіян)
  - Битва під Красником (перемога Австро-Угорщини)
  - Битва під Комаровом (1914) (перемога Австро-Угорщини)
  - Битва під Гнилою Липою (перемога росіян)
  - Битва під Равою (ключова перемога росіян)
  - Битва під Городком (1914) (перемога росіян) [1]
  - Галицько-Львівська наступальна операція (перемога росіян) [1]
- Битва при Ласкі та Анієліні (перемога росіян)
- Битва під Молотковом (перемога росіян)
- Перша битва на Мазурських озерах (перемога німців)
- Битва під Августовом (1914) (перемога росіян)
- Друге вторгнення Росії до Східної Пруссії (1914) (перемога Росії)
- Битва на річці Вісла (вирішальна перемога росіян)
- Битва під Лодзью (1914) (тактична перемога росіян; стратегічна перемога німців)
- Битва на річці Сан (перемога росіян) [3]
- Битва під Лімановою (перемога Центральних держав)
- Битва на чотирьох річках (перемога росіян)
- Битва на Луповському перевалі (перемога росіян)

## 1915

### Західний фронт
- Друга битва при Іпрі
- Лооська битва (1915, англ. Battle of Loos)
- Битва при Нев-Шапель
- Битва при Фестуберті
- Друга битва при Артуа
- Дії редуту Гогенцоллернів
- Друга битва при Шампані

### Східний фронт
- Семиківська битва
- Битва під Пакославом (перемога росіян)
- Карпатська битва (перемога росіян)
  - Облога Перемишля (перемога росіян)
  - Битва за висоту 958 (перемога Росії)
- Болімовська битва
- Перша битва під Пшаснишем (перемога росіян)
- Битва під Ломжею (часткова перемога росіян)
- Друга битва на Мазурських озерах (перемога німців)
- Великодня битва на Кальварії
- Друга битва на річці Вісла (перемога росіян)
- Великий відступ росіян (перемога Німеччини)
  - Горлицько-Тарновський наступ (Перемога Центральних держав)
  - Битва під Синявою (перемога росіян)
  - Вісло-Бузька наступальна операція (перемога німців)
  - Битва під Сокалем (Перемога Центральних держав)
  - Буго-Наревська операція (перемога Німеччини)
  - Наступ Скоропадського під Краупішкеном (перемога росіян) [4]
  - Друга битва під Пшаснишем (тактична перемога німців, стратегічна перемога росіян[5])
  - Атака мерців (перемога Росії)
  - Похід на Грубешова (перемога Росії)
  - Битва під Дністром і Золотою Липою (часткова перемога росіян)
  - Ризько-Шауленський наступ (перемога Німеччини)
  - Облога Ковно (перемога Німеччини)
  - Облога Новогеоргіївська (перемога німців)
  - Стриповський наступ (велика перемога Центральних держав) [1]
  - Прутська операція (перемога росіян) [1]
  - Битва під Сморгонню (перемога росіян)
  - Битва під Зурвном (перемога росіян)
  - Вільно-Двінська наступальна операція (ключова перемога росіян)
- Свентянський наступ

## 1916

### Західний фронт
- Верденська битва
- Битва на Соммі
- Битва при Халлучі
- Битва на Мон-Соррелі
- Битва при Фромелі
- Битва при Позьєрі
- Битва під Гінчі

### Східний фронт
- Бої за гору Лисоня

- Наступ на озері Нароч (тактична перемога Німеччини; стратегічна перемога Антанти)
- Барановичська операція (перемога центральних держав)
- Брусиловський наступ (перемога росіян)
  - Битва під Луцьком (перемога росіян)
  - Битва під Костюховкою (перемога росіян)
  - Битва під Ковелем (перемога Центральних держав)

## 1917

### Західний фронт
- Битва біля Камбре (1917)
- Наступ Нівеля
- Битва біля Аррасу (1917)
- Операція Альберіх
- Битва на хребті Вімі
- Друга битва на Ені, яку також називають Третьою битвою при Шампані
- Битва при Мессіне
- Третя битва при Іпрі, яку також називають битвою при Пашендейлі
- Битва при Ла Мальмезон
- Битва під Камбре (1917)

### Східний фронт
- Різдвяні битви (російська перемога)
- Лютнева революція (Часткове знищення російської армії внаслідок демократизації військ)
- Наступ Керенського (перемога центральних держав)
  - Битва під Зборовом (1917) (перемога Антанти)
  - Прикордонна битва (перемога Росії; відступ Центральних держав на території Австрії) [1]
- Ризька наступальна операція (1917) (перемога Німеччини)
- Російська революція (російська армія була знищена зсередини)

## 1918

### Західний фронт
- Німецький весняний наступ
- Битва на Лісі, також відома як Четверта битва при Іпрі та битва при Естері
- Третя битва на Ені
- Битва при Кантіньї
- Битва під Белло-Вуд
- Друга битва на Марні
- Битва під Суассоном (1918)
- Битва під Шато-Тьєррі (1918)
- Стоденний наступ
  - Битва під Ам'єном
  - Друга битва на Соммі, також відома як битва при Сен-Квентіні
  - Битва при Альберті (1918)
  - Битва під Скарпом (1918)
  - Битва під Хавренкуром
  - Битва під Сен-Мієлем
  - Битва при Епеї
  - Битва на Північному каналі
  - П'ята битва при Іпрі
  - Битва на каналі Сен-Квентін
  - Битва на лінії Гінденбурга
  - Маас-Аргонський наступ, також званий битвою в Аргоннському лісі
  - Битва при Камбре (1918)
  - Битва при Селлі
  - Битва під Валансьєном (1918)
  - Битва на Самбре (1918), також відома як Друга битва на Самбре

### Східний фронт
Перемога центральних держав; Росія виходить з війни
- Громадянська війна у Фінляндії
  - Битва при Камярі (перемога червоних)
  - Битва при Вільпулі (перемога білих)
  - Битва при Оулу (перемога білих)
  - Битва при Руовесі (перемога червоних)
  - Битва під Торніо (1918) (перемога білих)
  - Битва при Антреї (відхід червоних)
  - Вторгнення на Аландські острови ( референдум про статус Аландських островів 1919 року )
  - Битва під Варкаусом (перемога білих)
  - Битва при Рауту (перемога білих)
  - Битва при Тампере (перемога білих)
  - Битва при Ленкіпох'я (перемога білих)
  - Битва при Лемпяля (перемога білих)
  - Битва при Авенкоскі (перемога білих)
  - Битва під Гельсінкі (Центральні держави та перемога білих)
  - Битва при Хювінкяа (перемога Центральних держав)
  - Битва при Лахті (перемога білих)
  - Битва при Хямеенлінна (перемога білих)
  - Битва під Війпурі (перемога білих)
  - Битва при Сір'янтаці (перемога червоних)
- Битва під Раранчою (перемога поляків)
- Операція Faustschlag (вирішальна перемога центральних держав; завершення Східного фронту)
  - Битва під Бахмачем (перемога радянських військ)
- Кримська операція (1918) (німецько-українська перемога)
  - Штурм Чонгарського мосту (українська перемога)
  - Сиваський прорив (перемога українців)
  - Битва на Солоному озері (перемога українців) [6]
  - Битва під Севастополем (1918) (німецько-українська перемога)
- Бій під Дібрівкою (перемога махновців)

## Італійська кампанія(1915–1918)
- Перша битва при Ізонцо
- Друга битва при Ізонцо
- Третя битва при Ізонцо
- Четверта битва при Ізонцо
- П'ята битва при Ізонцо
- Трентінський наступ або « битва при Азіаго »
- Шоста битва при Ізонцо або « Битва під Горіцією »
- Сьома битва при Ізонцо
- Восьма битва при Ізонцо
- Дев'ята битва при Ізонцо
- Десята битва при Ізонцо
- Битва на горі Ортігара
- Одинадцята битва при Ізонцо
- Дванадцята битва при Ізонцо або « Битва при Капоретто »
- Битва на річці П'яве
- Битва при Сан-Маттео
- Битва при Вітторіо-Венето
- Повітряний бій на Істрані

## Сербська кампанія(1914–1918)
- Битва на Цері
- Сремська наступальна операція
- Битва на Дрині
- Колубарська битва
- Битва на Мораві
- Косовська битва (1915)
- Битва на Овчому Полі
- Чорногорський похід
  - Битва під Мойковацем

## Македонський фронт(1915–1918)
- Битва під Криволаком
- Битва під Костурино
- 1-а битва під Дойраном
- Битва під Флориною
- Битва на Струмі
- Монастирський наступ
  - Битва під Малкою Нідже
  - Битва під Каймакчаланом
  - 1-ша битва при Црна
- 2-а битва під Монастіром
- 2-а битва під Дойраном
- 2-а битва при Черна Бенд
- Битва під Скра-ді-Легеном
- Вардарський наступ
  - Битва на Добро-Полі
  - 3-я битва під Дойраном
- Радомирське повстання

## Синайська та Палестинська кампанія(1915–1918)
- Кампанія Сенуссі
- Перший Суецький наступ
- Битва під Романі або « Другий Суецький наступ »
- Битва при Бір-ель-Абд
- Битва при Магдабі
- Битва при Рафі
- Битва на хребті Мугар
- Єрусалимська битва
- Падіння Дамаска
- Перша битва за Газу
- Друга битва за Газу
- Битва за Беер-Шеву
- Третя битва за Газу
- Битва при Мегіддо
- Битва при Наблусі

## Месопотамська кампанія(1914–1918)
- Десант Фао
- Падіння Басри
- Битва під Курною
- Битва під Шайбою
- Захоплення Амари
- Битва за Насірію
- Битва при Ес-Сінн
- Битва при Ктесифоні
- Облога Ель-Куту
  - Битва при Шейх Саад
  - Битва на Ваді
  - Битва під Ганною
  - Битва за редут Дуджайла
- Битва при Ханакіні
- Друга битва під Кутом
- Падіння Багдада
- Самаррський наступ
- Битва при Джебель Хамлін
- Битва при Істабулаті
- Битва при Рамаді
- Взяття Тікріту
- Битва під Шаркатом

## Африканський театр Першої світової війни(1914–1918)
- Падіння Німецької Східної Африки
  - Битва Танга або Битва Бджіл
  - Битва в дельті Руфіджі
  - Битва за Кіліманджаро
  - Битва при Намакуррі
  - Битва під Ліомою
- Падіння Камеруну (перемога союзників)
  - Облога Мора
  - Німецький відступ до Ріо-Муні/Справа Фернандо По
- Падіння Того
  - Битва при Хрі
- Падіння Німецької Південно-Західної Африки
  - Битва під Сандфонтейном
  - Повстання Марітца
    - Битва в Грибній Долині

  - Німецька кампанія в Анголі
    - Перша німецька атака на Наулілу
    - Друга німецька атака на Наулілу

  - Повстання Овамбо
  - Битва при Какамас
  - Вторгнення Південної Африки до німецької Південно-Західної Африки
    - Битва під Треккоп'є
    - Битва при Отаві
- Палацовий переворот проти Іясу (1916–1921)
  - Битва при Сегалі
- Операції в Північній Африці
  - Заянська війна (1914-1921)
    - Кампанія Хеніфра (1914)
    - Битва при Ель-Херрі (1914)

  - Кампанія Сенуссі (1915-1916)
    - Дія Агагії (1916)

## Азіатсько-Тихоокеанський театр(1914–1919)
- Облога Циндао (1914)
- Окупація Німецького Самоа (1914)
- Окупація Японією півострова Шаньдун
- Окупація союзниками Німецької Нової Гвінеї (1914)
  - Битва під Біта-Пака (1914)
  - Облога Тома (1914)
  - Битва під Рабулем (1914)
- Битва під Брокен-Хілл (1915)
- Середньоазіатське повстання 1916 року
- Келентанське повстання (1915)
- Японська окупація німецьких колоніальних володінь (1914)

## Морські бої(1914–1918)
Підводна кампанія
- Атлантична підводна кампанія Першої світової війни (1914–1918)
  - Затоплення RMS Lusitania (1915)
  - Атака SS Gulflight (1916)
- Середземноморська підводна кампанія Першої світової війни
  - Інцидент в Анконі (1915)

### Атлантичний театр
- Блокада Німеччини (1914–1919)
- Перша битва біля Гельголендської бухти (1914)
- Затоплення SMS Cap Trafalgar (1914)
- Битва за Фолклендські острови (1914)
- Рейд на Скарборо, Гартлпул і Вітбі (1914)
- Битва при Доггер-банці (1915)
- Загородження Отранто (1915–1918)
- Битва за Ютландію (1916)
- Операції ВМС США під час Першої світової війни (1917–1918) (1915)
  - Акція 15 жовтня 1917 р
  - Напад на Орлеан (1918)
- Битва за Дуврську протоку (1917)
- Друга битва в Гельголендській бухті (1917)
- Рейд на Зебрюгге (1918)
- Загородження шахт у Північному морі (1918)

### Середземноморський
- Погоня за Гебеном і Бреслау (1914)
- Морські операції в Дарданелльській кампанії (1915–1916)
  - Висадка в бухті Анзак (1915)
  - Висадка на мисі Геллес (1915)
- Блокада Східного Середземномор'я (1915 – 1918)
- Операції ВМС США під час Першої світової війни (1917–1918)
  - Акція 8 травня 1918
  - Друга битва при Дураццо (1918)
- Битва в Отрантській протоці (1917)
- Битва на Імбросі (1918)

### Азіатсько-Тихоокеанський театр
- Битва під Рабаулом
- Битва під Циндао (1914)
- Битва під Пенангом (1914)
- Битва при Коронелі (1914)
- Битва за Кокос (1914)
- Окупація Японією німецьких тихоокеанських колоніальних володінь (1914)
- Операції ВМС США під час Першої світової війни (1917–1918)
  - Затоплення SMS Cormorana (1917)

### Балтійське море
- Битва в Ризькій затоці (1915)
- Битва за Аландські острови (1915)
- Висадка біля мису Домеснес (1915)
- Операція Альбіон (1917)
- Льодовий круїз Балтійського флоту (1918)

### Чорне море
- Чорноморський рейд
- Битва біля мису Сарич
- Акція 10 травня 1915 р
- Битва на Боспорі
- Битва при острові Кирпень
- Акція 8 січня 1916 р
- Авіаудар по Зонгулдаку

### Африка і Західний Індійський океан
- Битва за Занзібар (1914)
- Битва за дельту Руфіджі (1914–1915)
- Битва за озеро Танганьїка (1915–1916)